# Friedrich Mitze
Johann Friedrich Mitze (* 23. September 1775 in Fürstenberg; † 8. Februar 1846 ebenda) war ein deutscher Bürgermeister und Politiker.

## Leben
Mitze war der Sohn von Johann Conrad Mitze (* 10. Februar 1732 (Taufe) in Ederbringhausen; † 24. März 1811 in Fürstenberg) und dessen Ehefrau Elisabeth Margaretha geborene Pfarr (* 29. April 1736 (Taufe) in Fürstenberg; † 7. März 1799 ebenda). Er war evangelisch und heiratete am 25. Juli 1798 in Fürstenberg Christiane Elisabeth Bilger (Pilger) (* 16. März 1775 in Fürstenberg; † 2. Mai 1855 ebenda), die Tochter des Gerichtsschöffen, Vize-Richters und Kirchenvorstehers in Fürstenberg Johann Conrad Bilger (Pilger) und der Catharina Margaretha Hackenberg. Die gemeinsame Tochter Sophie Catharina heiratete Ludwig Buckert.
Mitze amtierte von Sommer 1819 bis Herbst 1821 und von Herbst 1825 bis Herbst 1828 als Bürgermeister der Stadt Fürstenberg. Als solcher war er vom 2. Juli 1819 bis 1821 und von 1825 bis zum 5. Dezember 1828 Mitglied des Landstandes des Fürstentums Waldeck.